# 見野長塚古墳
見野長塚古墳（みのながつかこふん）は、兵庫県姫路市四郷町（しごうちょう）見野にある古墳。形状は前方後円墳。兵庫県指定史跡に指定されている。

## 概要
兵庫県南部、市川東岸の八家川流域の平野部高台に築造された古墳である。墳丘は現在までに大きく削平を受けているほか、1994年度（平成6年度）に発掘調査が実施されている。
墳形は前方後円形で、前方部を南西方向に向ける。墳丘表面では円筒埴輪・形象埴輪（家形・盾形・水鳥形埴輪など）が認められるほか、墳丘周囲には幅5-7メートルの周濠が巡らされる。埋葬施設は後円部・前方部における各1基の右片袖式の横穴式石室で、いずれも南東方向に開口する。両石室とも大きく破壊されているが、発掘調査では装飾付須恵器を始めとする多数の副葬品が検出されている。
この見野長塚古墳は、古墳時代後期の6世紀前半頃の築造と推定され、前方部石室では7世紀初頭頃までの追葬が認められる。姫路平野では最終段階の前方後円墳であるとともに、古墳時代中期の大型古墳として知られる北方の壇場山古墳・山之越古墳に続く最後の首長墓と想定される古墳である。
古墳域は1995年（平成7年）に兵庫県指定史跡に指定されている。

## 遺跡歴
- 大正期、前方部石室の調査・破壊。副葬品の出土[2][3]。
- 1973年（昭和48年）4月6日、姫路市指定史跡に指定[2]。
- 1993年度（平成5年度）、圃場整備事業に伴う確認調査（姫路市教育委員会）[2]。
- 1994年度（平成6年度）、圃場整備事業に伴う発掘調査：第2次調査（姫路市教育委員会、1999年に概報刊行）[2][4][1]。
- 1995年（平成7年）3月28日、兵庫県指定史跡に指定[5]。

## 墳丘
墳丘の規模は次の通り。
- 古墳総長：約45メートル[6] - 周濠を含めた古墳全長。
- 墳丘長：約34メートル（または35メートル[6]）
- 後円部 直径：約22メートル
- 前方部 長さ：約12メートル

墳丘は大きく削平を受けており、現在の残存墳丘は南北約22メートル・東西5-8メートル・高さ約1.2メートルを測る。
墳丘周囲の周濠は後円部東側（後円部石室前）で途切れているため、この付近に土橋が存在したと見られる。また周濠西端では須恵器器台・装飾付須恵器壺各1個が検出されており、古墳築造後の祭祀が認められる。

## 埋葬施設
埋葬施設としては後円部・前方部において各1基の右片袖式横穴式石室が構築されており、いずれも南東方向に開口する。
後円部石室は大きく破壊されており、調査では石室の基底部のみが認められている。玄室は長さ4.8メートル以上・幅2.7メートル、羨道は残存長0.6メートル・幅1.3メートルを測る。玄室内の礫床には朱が認められる。石室内からの出土品としては装身具（金環・管玉・ガラス玉）・石製品・鉄製品・須恵器（壺・高坏・器台・甕・装飾付壺など）・土師器がある。前述のように石室前の周濠部分には土橋が形成されている。
前方部石室も大きく破壊されており、調査では石材の抜き取り痕のみが認められている。石室内からの出土品としては装身具（ガラス玉）・鉄斧・鉄鏃・馬具などがある。

## 文化財

### 兵庫県指定文化財
- 史跡
  - 見野長塚古墳 -  1995年（平成7年）3月28日指定[5]。

## 周辺

見野廃寺跡

- 見野廃寺跡
- 見野古墳群

## 関連文献
（記事執筆に使用していない関連文献）
- 『姫路市史 第7巻 下（資料編 考古）』姫路市、2010年。